# Квасково
Квасково — деревня в Весьегонском муниципальном округе Тверской области.

## География
Деревня находится в северо-восточной части Тверской области на расстоянии приблизительно 20 км на запад по прямой от районного центра города Весьегонск.

## История
Известна с начала XVII века как поместье Петра Фёдоровича Зверева, а к 1627 году на правах вотчинной деревни с 6 дворами перешла к Никифору Степановичу Ренёву. Дворов было 9 (1859 год), 7 (1889), 35 (1931), 44 (1963), 32 (1993), 22 (2008),. До 2019 года входила в состав Ёгонского сельского поселения до упразднения последнего.

## Население
Численность населения: 74 человека (1859 год), 104(1889), 237 (1931), 145(1963), 64(1993), 51 (русские 100 %) в 2002 году, 41 в 2010, 0 (2017).